# Periboia (Gattin des Ikarios)
Periboia (altgriechisch Περίβοια Períboia) ist eine Najade der griechischen Mythologie.
Sie ist die Gattin des Ikarios, mit dem sie nach der Bibliotheke des Apollodor die Söhne Thoas, Damasippos, Imeusimos, Aletes und Perilaos sowie die Tochter Penelope hat.